# Puklaki
Puklaki (ukr. Пукляки) – nieistniejąca wieś nad Zbruczem, obecnie w granicach wsi Turylcze na Ukrainie w rejonie czortkowskim obwodu tarnopolskiego.
Na przeciwnym brzegu Zbrucza, w obwodzie chmielnickim, leży nadal istniejąca wieś Puklaki (Пукляки); dawniej obie wsie stanowiły jedną jednostkę osadniczą.

## Historia
Puklaki to dawniej samodzielna wieś, która w połowie XIX w. stanowiła odrębną w gminę jednostkową w Bezirk Borszczów Królestwa Galicji i Lodomerii (101 mieszkańców w 1854 roku). Następnie zniesiona i połączona w jedną gminę ze Słobódką Turylecką.
W międzywojniu w II RP (350 mieszkańców w 1921 r.). 1 sierpnia 1934 r. w ramach reformy na podstawie ustawy scaleniowej weszły w skład nowej zbiorowej gminy Turylcze, i utworzonej tam we wrześniu 1934 gromady Słobódka Turylecka. W latach 1926–1939 znajdowała się tu Strażnica KOP „Puklaki”.
Po II wojnie światowej włączona w struktury ZSRR, gdzie wraz ze Słobódką Turylecką zostały połączone z Turylczem.